# Raul Meireles
Raul José Trindade Meireles, född 17 mars 1983 i Porto, är en portugisisk före detta fotbollsspelare. Tidigare har han bland annat spelat i Chelsea FC en säsong där han 2012 var med om att vinna både engelska FA-cupen och Champions League. Han kan spela som central eller defensiv mittfältare. 

## Klubbkarriär
Efter att ha haft en framträdande roll i Boavista FC flyttade Meireles sommaren 2004 vidare till det portugisiska storlaget FC Porto. Bara 13 matcher in i debutsäsongen med Porto blev Meireles ordinarie på mittfältet tillsammans med Lucho Gonzalez. Under tiden i Porto var Meireles med och vann ligan fyra gånger (2006, 2007, 2008 och 2009) samt den portugisiska cupen tre gånger (2006, 2009 och 2010).
Liverpool FC bekräftade den 29 augusti 2010 att man värvat Meireles från Porto för omkring 140 miljoner kronor, och därmed som ersättare till Javier Mascherano som flyttat till FC Barcelona. Meireles gjorde sitt första mål för klubben i hemmaderbyt mot Everton den 16 januari 2011. Under de nästkommande fem matcherna gjorde han ytterligare fyra mål. Efter säsongen fick han motta "ESPN PFA Fans' Player of the Year" som årets mest populära Premier League-spelare bland supportrarna.

## Landslagskarriär
Meireles gjorde sin debut i det portugisiska landslaget i en vänskapsmatch den 7 juni 2006 mot Turkiet där han gjorde andra målet i matchen efter att ha blivit inbytt, matchen slutade 2–0 till portugiserna. Dessförinnan hade han spelat 26 matcher för Portugals U21-landslag. Han var även en del i Portugals trupp till EM 2008.
Han blev mer eller mindre ordinarie i landslaget i kvalet till VM 2010 där han mot Bosnien-Hercegovina avgjorde med matchens enda mål och därmed skickade Portugal vidare till slutspelet i Sydafrika. Meireles startade alla matcher i Sydafrika och gjorde även ett mål i Portugals 7–0-seger mot Nordkorea den 21 juni 2010.